# クヴァールヴァトン湖
クヴァールヴァトン (氷語: Hvalvatn、「鯨の湖」の意) はアイスランドにある湖。

## 概要
クヴァールヴァトンはアイスランドの西部、クヴァールフィヨルズル (Hvalfjörður) から数 km のところ、クヴァールフェットル (Hvalfell) 火山の東側にある。面積は約 4.1 km²、水深は最大 180 m である。ほど遠くないところに、アイスランドでもっとも落差の高い滝であるグリムル (Glymur) があり、クヴァールヴァトンおよびグリムルへの遊歩道が設置されている。